# Миколаївводоканал
Миколаївводоканал (Міське комунальне підприємство «Миколаївводоканал», МКП «Миколаївводоканал») — міський монополіст у сфері водопостачання та водовідведення у Миколаєві. Створене 15 березня 1907 року. Перебуває у власності територіальної громади міста Миколаїв. Надає послуги з постачання холодної води та водовідведення холодної і гарячої води.
Схема водопостачання та водовідведення Миколаєва уявляє собою комплекс споруд, об’єднаних єдиним технологічним процесом транспортування, очищення, розподілу води, прийому й очищення стоків, розміщуючись на земельній ділянці загальною площею 175 га. 
Водопостачання міста здійснюється з двох джерел: р. Дніпро та Жовтневого водосховища (до 2011 р.). Водозабір на р. Дніпро потужністю 280 тис. м3 води/добу знаходиться ус. Микільське Херсонської області. 
Вода подається насосною станцією 0-го підйому на насосну станцію І підйому через резервуари двома водоводами ∅=1400 мм довжиною 73 км, а звід-ти – на очисні споруди водопроводу м. Миколаєва. Вони очищують до 240 тис.м3/добу питної води. Насосна станція II підйому подає воду в Корабельний район та на насосну станцію III підйому. Тисячею кілометрів водогінних мереж вода потрапляє на підкачуючі насосні станції. 
У 2010 році середньодобове споживання води складало понад 170 тис. м3 води, з яких 80 % споживає населення, а 20% йдуть на задоволення виробничих потреб підприємств м. Миколаєва.
Система водовідведення побудована наступним чином. Стічна вода житлових будинків самопливними колекторами потрапляє до насосних станцій каналізації, а звідти, напірними колекторами – на Галицинівські очисні споруди каналізації. Випуск очищених вод здійснюється глибоководним випуском у Бузький лиман. У технологічному процесі використовуються 24 перекачувальні насосні станції каналізації. Загальна довжина каналізаційних мереж у м. Миколаєві сягає близько 650 км.
В 2010 році підприємство отримало кредит 15 млн євро від Європейського інвестиційного банку на розширення мережі водопостачання в зонах, які наразі потерпають від забруднення водойм, запровадження нового енергоощадного обладнання й технологій, реконструкцію каналізаційних мереж і підвищення якості очищення стічних вод.
- В 2011 році Миколаївська міська рада розробила програму «Питна вода», згідно з якою на розвиток та реконструкцію систем водопостачання та водовідведення буде виділено понад 510 мільйонів гривень.[3] На ці гроші планується очистити та реконструювати Жовтневе водосховище, провести геологічне вивчення надр для отримання спеціального дозволу на їх використання, реконструювати насосні станції, самопливний каналізаційний колектор, збудувати докер і виконати ремонт каналізаційного колектору.

Сучасне МКП «Миколаївводоканал» – підприємство житлово-комунального комплексу, основною метою створення і предметом діяльності якого є вирішення соціальних завдань у сфері водопостачання та водовідведення.
Досягнення мети забезпечення якісного та безперебійного водопостачання та водовідведення в місті забезпечується за допомогою підвищення надійності, працездатності обладнання і споруд водозаборів, насосних станцій, мереж водопостачання та каналізації, виконання ремонтних робіт, реконструкції, будівельно – монтажних робіт на об’єктах системи водопостачання на водовідведення для підключення нових об’єктів.
МКП «Миколаївводоканал» здійснює такі види діяльності:
Водозабір на р. Дніпро з метою господарсько – питного та виробничого водопостачання;
Збір, очищення та розподілення води;
Видалення стічних вод;
Експлуатація зовнішніх систем водопостачання та водовідведення;
Комплексні заходи по експлуатації і підтримці працездатності і справності обладнання каналізаційно-насосних станцій, підкачувальних насосних станцій, мереж водопроводу та каналізації .

## Директори
- МАТВЄЄВ Хрисанф Михайлович (сер. ХІХ ст. – п.1915 р.) – інженер-технік, голосний Міської думи (1905-1909, 1909-1913, 1913-1917), заступник Міського голови (1913-1917). Голова Другої виконавчої водопровідної комісії (1905-1910), завідувач водопровідного відділу (1910-1913, 1914-1915).
- ЮРЧЕНКО Г.М. * (1913) – завідувач водопровідного відділу.
- ТУРКІН В. * (1913), інженер, керівник об’єднаного підприємства з експлуатації водопроводу та електричної станції, колишній керівник електричного відділу Миколаївської міської управи.
- ШАГІНЬЯН Ф.Д. * (1913-1914), інженер, завідувач водопровідного відділу.
- КРАСНИХ Євген Леонтійович * (1917) – інженер, завідувач міської електростанції та водопроводу.
- ШКУРО Костянтин Семенович (1896 – 20 травня 1959 р.) – директор тресту“Електрамвод” (1923-1929). Був одним з найініціативніших працівників міського комунального господарства. Брав активну участь у розбудові міського господарства у міжвоєнні роки.
- ПЄРЄПЄЧКІН Юхим Дем’янович * – директор Водоканалтресту “Міський водогін” (1929 – 1940).
- РАППОПОРТ А. – директор Водоканалтресту “Міський водогін” (1940).
- МУХІН Михайло (?) Олексійович * – директор Водоканалтресту “Міський водогін” (1941 ?).
- ХУДІН Микола Михайлович * – директор Водоканалтресту “Міський водогін” (1941 ?).
- ЕЙСМОНТ Микола Михайлович * – директор Водоканалтресту “Міський водогін” (1942).
- ПАНІН Сергій Васильович (липень, 1907 – ?) – директор (інженер?) Водоканалтресту “Міський водогін” (1942). Прибув до Миколаєва 1 травня 1942 р. з м. Сочі.
- ОСМОЛОВСЬКИЙ В.П. * – директор Водоканалтресту “Міський водогін” (1944) .
- ГРІНБЕРГ Ісак Йосипович (5 грудня 1899 р. – 196(?). Директор Управління водоканалізації м. Миколаєва(квітень 1944 р. – листопад 1955 р.).
- ШТОПЕНКО Костянтин Терентійович (1914 р. – 2 грудня 1969 р.). Директор Управління водоканалізації м. Миколаєва (вересень 1955 р. – грудень 1969 р.).
- БУЗНИК Олексій Павлович (3 лютого 1930 р. – 1 грудня 2000 р.). Директор Управління водоканалізації м. Миколаєва (липень 1970 р. – липень 1974 р.). Працював на посаді заступника голови Миколаївського міського виконкому. Працював на посаді управляючого облбудтресту (1980-1982), заступником головного інженера СПКТБ “ТОР” (1982-1992), головного інженера спецінспекції з благоустрою міста у міському житлово-комунальному господарстві (1992-1996).
- КОЖУХАР Микола Андрійович (6 серпня 1941 р.). Інженер-конструктор бюро водопроводу, каналізації та очисних споруд заводу (1967-1974). Начальник ВУ ВКГ м.Миколаєва (вересень 1974 р. – травень 1979 р.).
- ЧЕРНІЄНКО Феофан Романович (23 березня 1944 р.). Начальник ВУ ВКГ м.Миколаєва (травень 1979 р. – лютий 1982 р.).
- ПУСТОВИЙ Віктор Михайлович (26 березня 1942 р.). Начальник ВУ ВКГ м. Миколаєва (березень 1982 р. – листопад 1985 р.).
- ЩЕРБИНА Анатолій Петрович (11 грудня 1952 р.). Начальник ВУ ВКГ м. Миколаєва (листопад 1985 р. – травень 1987 р.).
- ТКАЧОВ Олександр Олександрович (4 лютого 1945 р.) Начальник ВУ ВКГ м. Миколаєва (травень 1987 р. – березень 1998 р.). Депутат Миколаївської міської ради кількох скликань.
- ТЕЛЬПІС Василь Степанович (23 вересня 1961 р.) закінчив Одеський інженерно-будівельний інститут, факультет “Водопостачання та водовідведення”, кваліфікація“Інженер-будівельник” (1985). З 1985 р. – інженер-технолог міських очисних споруд каналізації ВУ ВКГ м. Миколаєва, у 1986 р. призначений на посаду начальника міськихочисних споруд каналізації. З 1991 р. – головний інженер, а з 1998 р. – начальник ВУ ВКГ м. Миколаєва. Директор МКП “Миколаївводоканал” (2001-2015). Кандидат технічних наук. Заслужений працівник сфери послуг України.
- ДУДЕНКО Борис Леонідович (21 лютого 1973 р.) - генеральний директор МКП "Миколаївводоканал" (з 2016 р.).

## Відомі працівники
- Андрєєва Валентина Іванівна — заслужений працівник сфери послуг України[5].
- Тельпіс Василь Степанович - заслужений працівник сфери послуг України.